# Байтерек (Аксуский район)
Байтерек (каз. Байтерек, до 2010 г. — Казсельхозтехника) — село в Аксуском районе Жетысуской области Казахстана. Входит в состав Аксуского сельского округа. Код КАТО — 193233200.

## Население
В 1999 году население села составляло 295 человек (136 мужчин и 159 женщин). По данным переписи 2009 года, в селе проживало 170 человек (90 мужчин и 80 женщин).